# 雄托 (亞利桑那州)
雄托（英語：Shonto）是位於美國亞利桑那州納瓦霍縣的一個人口普查指定地區。根據2010年美國人口普查，該地人口為591人，而該地的面積約為11.83平方千米。

## 地理
雄托的座標為36°35′54″N 110°39′29″W / 36.59833°N 110.65806°W，而該地最高點為海拔高度1902米（即6240英尺）。